# Andrzej (cesarz Etiopii)
Andrzej (gyyz: አንድሬያስ) – cesarz Etiopii w latach 1429–1430. Pochodził z dynastii salomońskiej. Był najstarszym synem cesarza Izaaka I. Jego rządy nie trwały dłużej, niż sześć miesięcy. Szkocki odkrywca i kronikarz, James Bruce, który przybył do Cesarstwa Etiopii w 1769, odnotował, że Andrzej został pochowany tam gdzie jego ojciec, czyli w klasztorze Tadbaba Marjam.